# Villemagne-l’Argentière

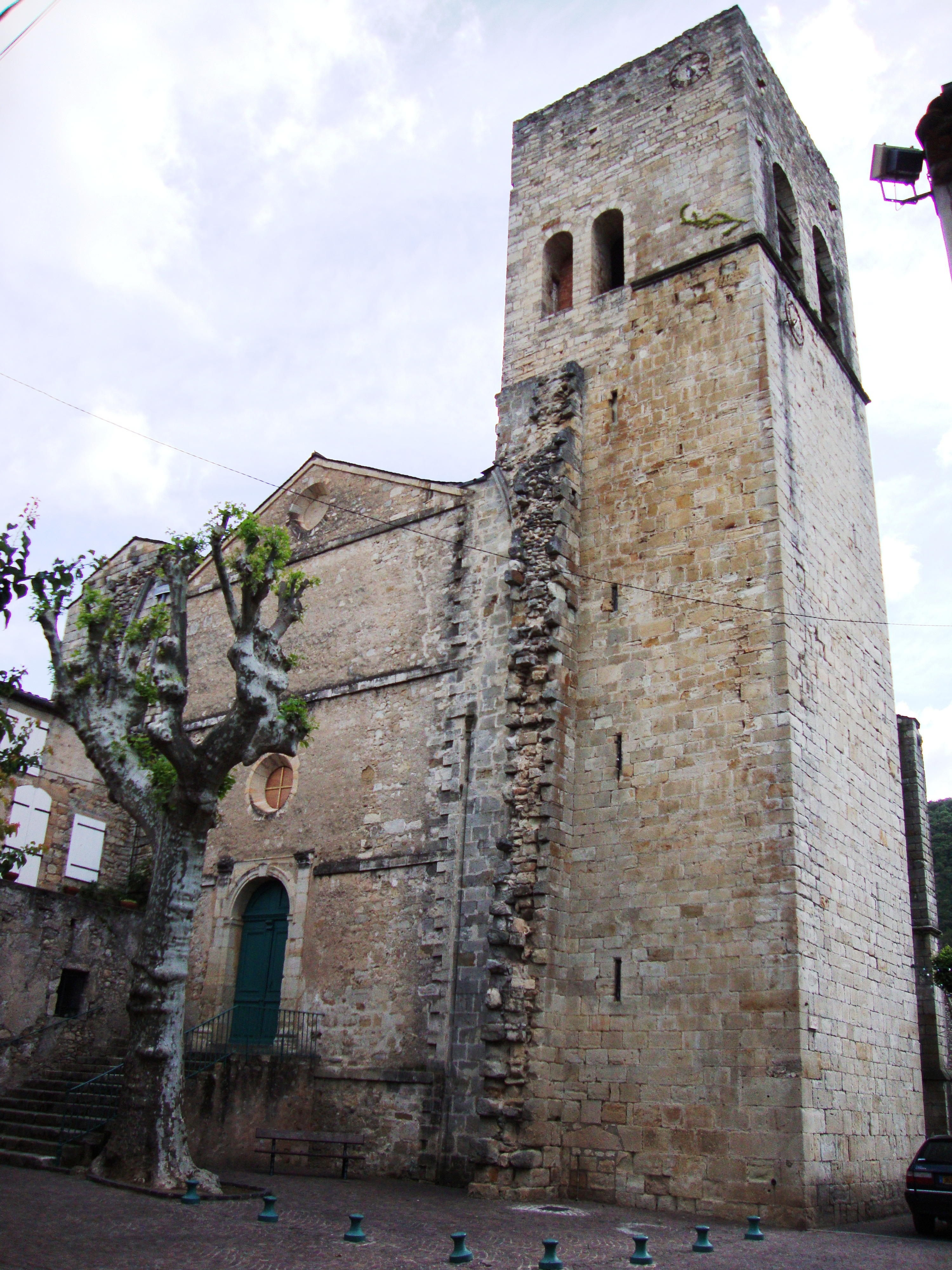
Kościół w Villemagne-l’Argentière, 2010

Villemagne-l’Argentière – miejscowość i gmina we Francji, w regionie Oksytania, w departamencie Hérault.
Według danych na rok 1990 gminę zamieszkiwało 365 osób, a gęstość zaludnienia wynosiła 45 osób/km² (wśród 1545 gmin Langwedocji-Roussillon Villemagne-l’Argentière plasuje się na 584. miejscu pod względem liczby ludności, natomiast pod względem powierzchni na miejscu 851.).

## Populacja

Populacja Villemagne-l’Argentière w latach 1962-2008